# メトロポリス
メトロポリス（英: metropolis、希: μητρόπολις）とは、国または大きな地方における経済・文化の中心であり、かつ、国際的な連携のハブとなるような大規模な都市のことである。日本語では大都市あるいは中心都市と訳されることがある。
代表的なメトロポリスとしてニューヨーク、ロンドン、東京が挙げられる。多くのメトロポリスは、その周りの都市と相互に連結して大都市圏を構成する。この単語はイギリス英語では首都という意味で用いられることもあり、上記の都市のうちニューヨーク以外はその国の首都である。
メトロポリスという言葉は、ギリシャ語でmeter（母）とpolis（都市）をつなげたmetropolis（母都市）に由来する。metropolisは、古代ギリシャの植民地において、最初に入植した都市を指すもので、それはその植民地における政治・文化の中心であった。